# Ernst Salomon (militärläkare)
Ernst Diedrich Salomon, född 21 oktober 1746 i Stockholm, död 27 september 1790 i samband med en fartygsförlisning på Ålands hav, var en svensk läkare och personhistoriker.
Ernst Salomon var son till badareåldermannen Ernst Diedrich Salomon och bror till Elias Salomon. Efter elementära studier främst i språk och naturvetenskap, inskrevs han vid Kirurgiska societeten och blev 1761 student vid Uppsala universitet, där han bedrev studier i filosofiska och medicinska vetenskaper. Han fortsatte sedan i Stockholm med studier i anatomi och kirurgi och tjänstgjorde 1767 vid Serafimerlasarettet. 1771 avslutade han kirurgiska kursen och blev 1773 regementsfältskär vid Gardet samt 1775 medicine doktor i Uppsala. Salomon utnämndes 1783 till assessor med säte och stämma i Collegium medicum. Han bidrog där verksamt till iståndsättandet av dess bibliotek. Dessutom uppgjorde han en förteckning över svenska läkare samt över alla intill den tiden utkomna arbeten inom naturvetenskapen, en kulturhistorisk gärning av stort värde, vilken bland annat låg till grund för många uppgifter i Johan Fredrik Sackléns Sveriges läkarehistoria. Salomon blev 1788 förste fältmedicus vid armén i Finland och tjänstgjorde där under hela Gustav III:s ryska krig. Då han efter fredsslutet skulle återvända till Sverige, gick fartyget under i en hård storm.